# Deining (Egling)
Deining ist ein Gemeindeteil von Egling im oberbayerischen Landkreis Bad Tölz-Wolfratshausen. Das Pfarrdorf liegt circa drei Kilometer nördlich von Egling. Deining mit den  Ortsteilen Hornstein, Aumühle, Schönberg und Dürnstein kam am 1. Mai 1978 im Zuge der Gebietsreform zu Egling.

## Geschichte
Die erste urkundliche Erwähnung findet sich 806 n. Chr. als Dahininga. Es liegt der bajuwarische Personenname Dagino/Dahilo zugrunde.

## Sehenswürdigkeiten
- Pfarrkirche St. Nikolaus, erbaut um 1430